# 下薩爾達
58°04′35″N 60°43′33″E / 58.0764°N 60.7258°E
下薩爾達（羅馬化：Nizhnyaya Salda）是俄羅斯斯維爾德洛夫斯克州西部的一個城市，位於薩爾達河畔。2002年時人口為18,067人。
下薩爾達於1779年建立，1938年正式設市。